# Roland Gergye
Roland Gergye (* 24. Februar 1993 in Kaposvár) ist ein ungarischer Volleyballspieler.

## Karriere
Gergye entdeckte in der Grundschule sein Interesse am Volleyball. In Nachwuchswettbewerben sammelte er diverse Medaillen. 2010 kam er zu Fino Kaposvár. Mit dem Verein gewann er 2011 den ungarischen Pokal. 2013 gelang Kaposvár das nationale Double aus Pokal und Meisterschaft. Außerdem nahm Gergye mit der ungarischen Nationalmannschaft an der Europaliga teil. Anschließend wurde der Außenangreifer vom deutschen Bundesligisten VfB Friedrichshafen verpflichtet. In der Saison 2014/15 schaffte er mit dem VfB Friedrichshafen das nationale Double aus Meisterschaft und DVV-Pokalsieg. Anschließend wechselte Gergye nach Frankreich, zunächst zu Beauvais Oise UC und 2016 zu Paris Volley.